# Fuga dal Museo
Fuga dal Museo è un museo diffuso dedicato all'arte scultorea di Pietro Cascella presente sul territorio di Pescara. 
Ideato da Cordelia von den Steinen, il progetto museale è stato presentato durante l'Expo 2015 di Milano come programma itinerante nazionale dei luoghi legati alla vita e all'arte di Pietro Cascella. Il primo itinerario è stato inaugurato nel 2018 a Pescara, città natale dell'artista, sotto la gestione della Fondazione Genti d'Abruzzo, già curatrice del Museo civico Basilio Cascella.

## Storia
L'idea di istituire un museo diffuso dedicato a Pietro Cascella è stata proposta nel 2015 da Cordelia von den Steinen, artista svizzera e moglie dello scultore. Il progetto prevede l'istituzione di un itinerario nazionale che indichi la dislocazione delle opere di Cascella presenti sul territorio italiano, partendo dall'Abruzzo, sua regione natia, fino ad includere luoghi dell'Emilia-Romagna, Roma e Toscana. L'ecostruttura è stata presentata in occasione dell'Expo 2015 di Milano sotto il nome di Fuga dal Museo, per rivendicare la vocazione di Cascella di proporre un'arte capace di collocarsi al di fuori dagli schemi tradizionali di mercato e delle strutture museali, in modo da tornare ad un rapporto diretto con il pubblico. Il nome deriva inoltre da un'omonima scultura dell'artista, che ritrae una figura femminile su un carro trainato da un leone e con riferimenti a Gabriele D'Annunzio, in quanto tende a raffigurare la sensibilità che il poeta aveva verso il mondo arcaico abruzzese.
Il primo itinerario del progetto è stato inaugurato a Pescara, città natale di Cascella, il 18 maggio 2018, in occasione del decennale della morte dello scultore. L'itinerario è stato presentato da Giovanni Di Iacovo presso il Palazzo di Città alla presenza di Cordelia von den Steinen. La direzione del museo diffuso è stata affidata a Roberto Marzetti, presidente della Fondazione Genti d'Abruzzo, già incaricata della gestione del Museo civico Basilio Cascella. Parte della collezione era già stata presentata ad un anno dalla scomparsa dello scultore durante l'Esposizione internazionale d'arte di Venezia del 2009. Gli sviluppi futuri dell'ecostruttura prevedono l'ampliamento del progetto su tutto il territorio italiano.

## Collezione
L'itinerario inizia con il Museo civico Basilio Cascella, situato presso la sede originaria dello stabilimento litografico istituito da Basilio Cascella verso la fine del XIX secolo. La struttura conserva oltre 500 opere appartenenti alle generazioni artistiche della famiglia Cascella, inclusa una collezione dedicata all'arte scultorea di Pietro, in cui figurano opere come Sentenza e Donna d'Abruzzo. Il percorso prosegue verso Pescara Vecchia, dove è possibile ammirare il Monumento ai caduti di piazza Garibaldi (1989) e le ghiere in bronzo del Ponte Risorgimento (1956), realizzate da Andrea Cascella. 
In zona Porta Nuova sono presenti il Monumento a Emilio Alessandrini all'interno del Palazzo di Giustizia e la colonna dell'Agorà (1991) presso l'Università degli Studi "Gabriele d'Annunzio". In piazza Primo Maggio, nel centro città, è situata L'approdo alla nave (1987), comunemente nota come Fontana la Nave, considerata fra i lavori più rappresentativi di Cascella. L'itinerario si conclude nella medesima piazza presso la Chiesa di San Pietro Apostolo, dove sono presenti più realizzazioni dell'artista, tra cui l'altare, la colonna absidale, il cero pasquale e l'acquasantiera.